# 大野果步
大野果步（1992年6月30日—），出生於日本青森縣三澤市，是一位日本女子排球運動員，目前效力於東麗箭，場上位置為主攻。身高182公分，體重66公斤。
她的雙胞胎妹妹是NEC紅火箭的球員大野果奈。

## 生涯簡介
她從小學開始接觸排球。高校時期，與妹妹大野果奈一同就讀古川學園高校，幫助學校奪得兩屆的全国高等學校排球選拔優勝大會亞軍、一屆全日本排球高等学校选手权大会亞軍、一屆国民体育大会冠軍，並加上全國高等學校綜合體育大會排球競技大會的一冠軍一亞軍。2011年，加入東麗箭。

## 生涯
- 所屬學校、球隊

三澤市立淋代小學校（淋代VBC） → 三澤市立第二中學校 → 古川學園高校（2008年－2011年） → 東麗箭（2011年－）

## 榮譽

### 俱樂部
- 2011/12賽季V超級聯賽 -  冠軍
- 2012年天皇杯及皇后杯全日本排球選手權大會 -   亞軍
- 第61屆黑鷲旗全日本男女選拔排球大會 -  亞軍
- 2012/13賽季V超級聯賽 -  亞軍

## 備註
1. ↑  msn產經新聞. .   [2013-04-17]. （原始内容存档于2013-06-13）.
2. ↑  在上述兩項賽會，決賽三度負於大分縣的東九州龍谷高等學校（日语：東九州龍谷高等学校）。
3. ↑  .   [2013-09-21]. （原始内容存档于2013-05-01）.

## 外部連結
- V聯賽球員介紹 （页面存档备份，存于） （日語）
- 東麗箭女排隊官方網站（日語）
- （页面存档备份，存于） （日語）